# Punhal

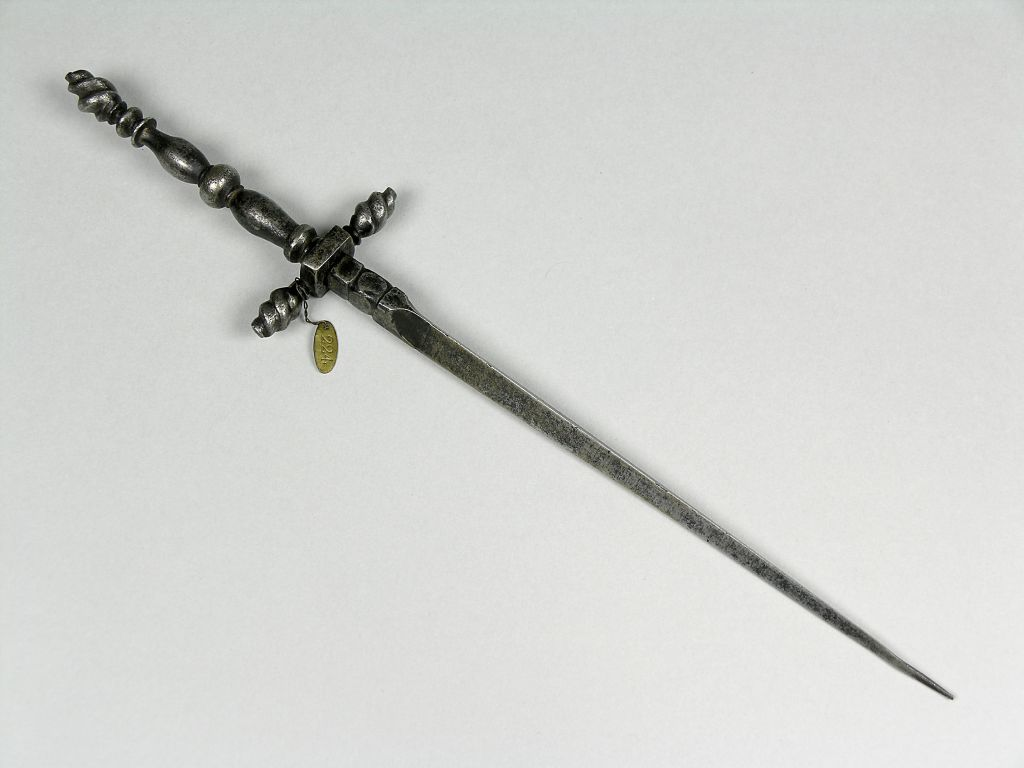
Punhal Thinktank museum-Collection

Punhal, em geral é uma pequena arma branca, de lâmina curta, estreita, penetrante e cortante, e cabo em forma de cruz. Usado desde o início do terceiro milênio antes de Cristo, passou a ser utilizado durante o império romano, juntamente com o gládio e depois foi largamente usado na Europa medieval, como uma arma de guerra, junto com a espada.
No Brasil, o punhal foi bastante modificado, recebendo o nome de estilete de forma geral no sertão brasileiro, seu uso era muito comum tanto no pampa gaúcho (chamado no Sul de estilete ou espeto, sendo usado junto com a adaga e o sabre entre os farroupilhas), quando seu comprimento era ampliado, servindo para preparo do churrasco, tanto para assá-lo como para levá-lo à mesa.
Como também no Cangaço do nordeste brasileiro - nos bandos de Cangaceiros, o punhal adquire uma forma mais alongada (o mesmo do gaúcho), possuindo ponta, porém, possuindo ou não possuindo cortes e se caracterizando como uma arma própria para se ferir com a ponta.
Também lá no nordeste, de forma geral, o punhal, estilete ou espeto, servindo para o preparo do charque ou carne de sol (carne salgada, posta ao sol, para secar e poder ser armazenada e consumida em campanha ou acampamento), tanto para assá-la na brasa, como levá-la à mesa.